# Viaduc de Thil
Pour les articles homonymes, voir Thil.
Le Viaduc de Thil est un ancien viaduc ferroviaire français situé sur l'ancienne ligne de Valleroy - Moineville à Villerupt-Micheville sur le territoire de la commune de Thil, dans le département de Meurthe-et-Moselle, en région Lorraine.
Située sur une section de ligne mise en service en 1907 viaduc hors service existe toujours.